# خو گولیانگ
خو گولیانگ (انگلیسی: Xu Guoliang؛ زادهٔ فوریه ۱۹۶۵) دانشمند در زمینه زیست‌شناسی مولکولی اهل چین است.